# Shot (ly rượu)

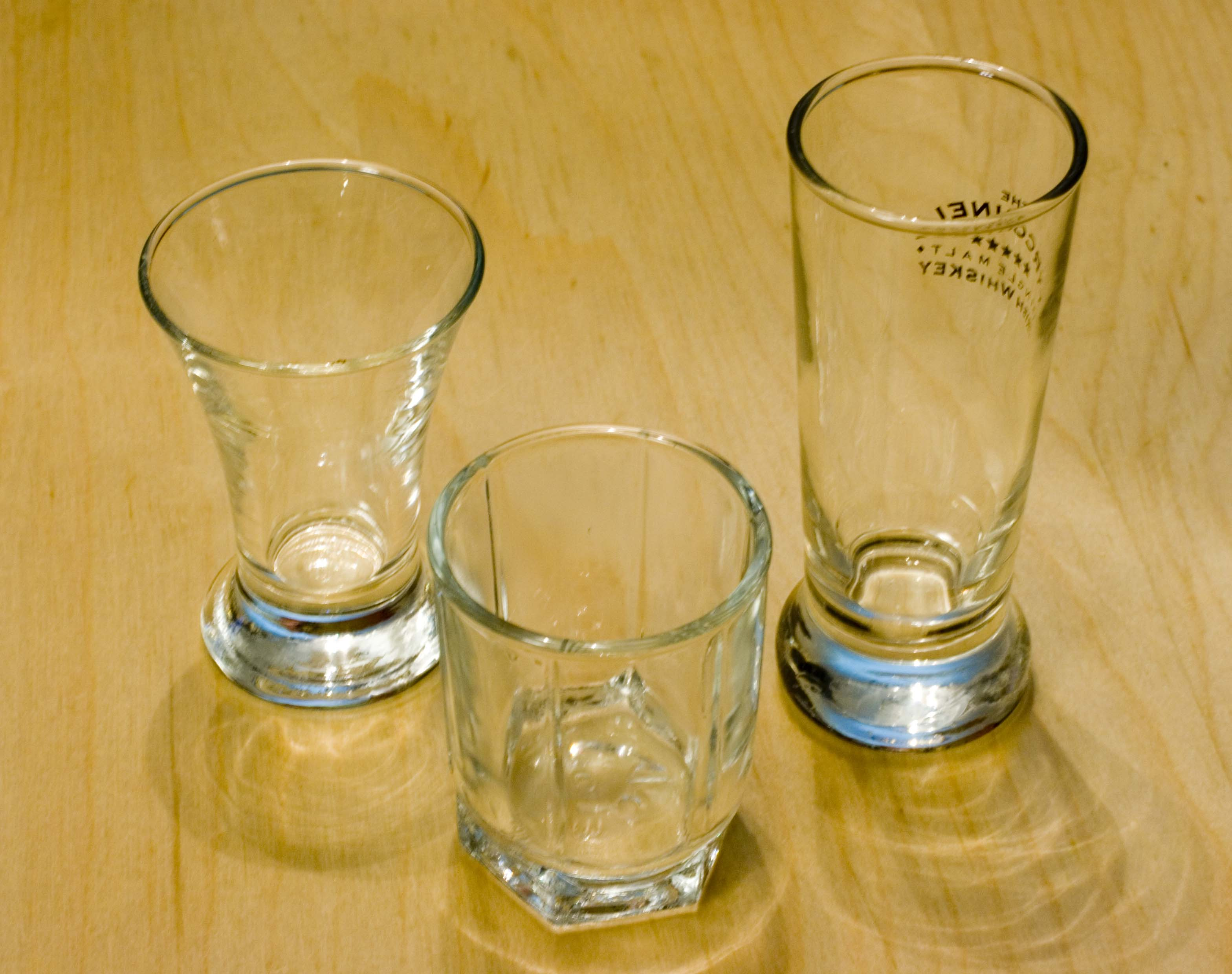
3 ly shot với các hình dáng và kích thước khác nhau

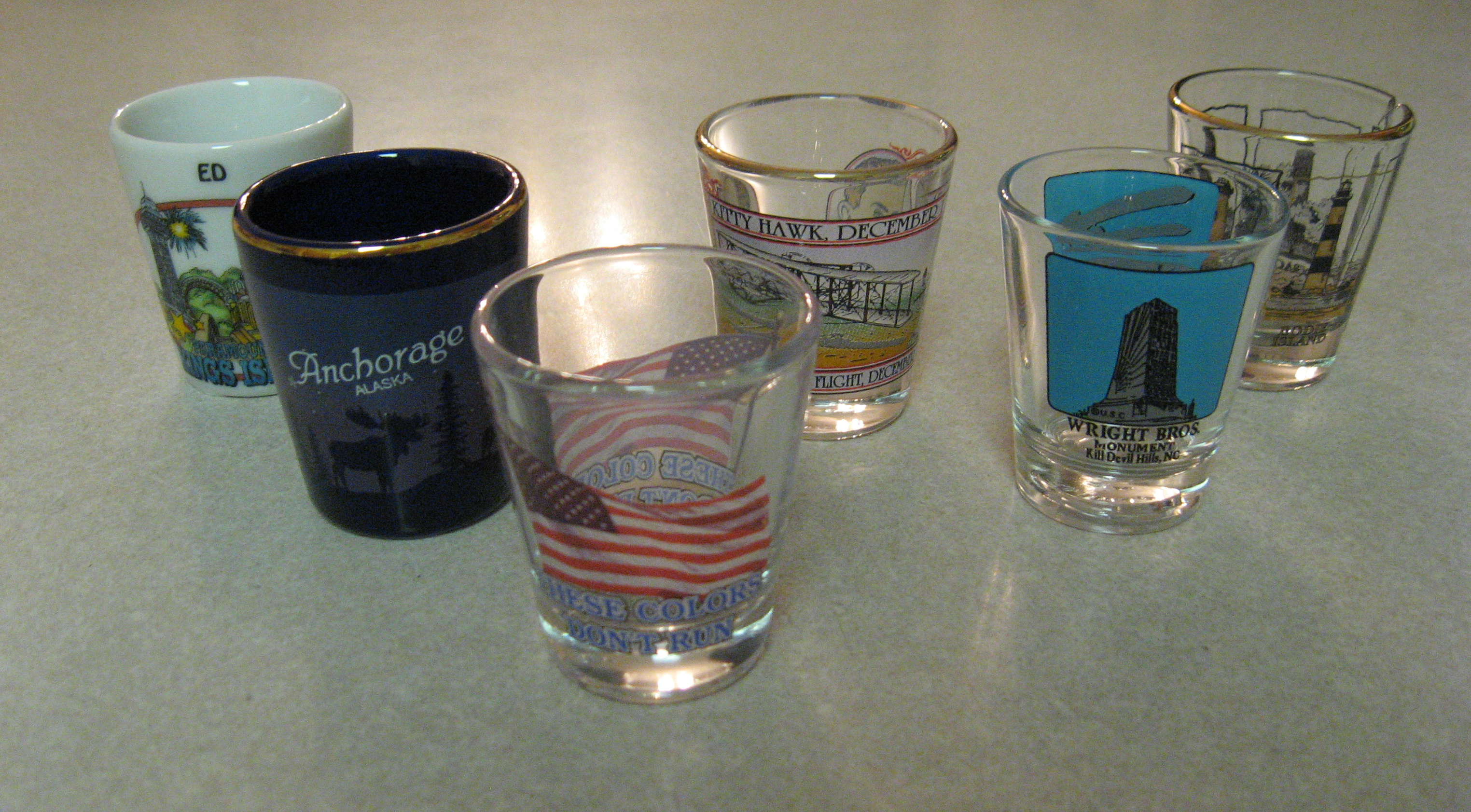
Ly shot với các trang trí khác nhau.

Ly shot là một ly thủy tinh nhỏ ban đầu được thiết kế để chứa hoặc đo rượu mạnh hoặc rượu ngọt, hoặc là để nốc hết trong một ngụm ("một shot") hoặc để đổ vào một ly cocktail. Một ly rượu được phục vụ trong một ly shot và thường được uống hết trong một ngụm, cũng có thể được gọi là "shooter".
Ly shot thường được trình bày với những quảng cáo, hình ảnh hài hước, hoặc với các trang trí và các cụm từ là đồ lưu niệm và sưu tầm phổ biến.